# Скіпетр Другого Наряду

Скіпетр «грецької роботи» на малюнку Ф. Г. Солнцева, XIX століття.

Скіпетр грецької роботи, скіпетр Другого наряду — одна з колишній царських регалій Росії, що зберігається у зібранні Збройової палати Московського кремля.

## Історія
Скіпетр, як і парна до нього держава та деякі інші з регалій царя Олексія Михайловича, виготовлено в Стамбулі грецькими майстрами. До Москви цареві цей скіпетр привіз стамбульський мешканець Іван Анастасов в 1658.
За часів Олексія Михайловича скіпетр знаходився у складі Великої Збройової Казни (військової складової царської скарбниці) разом із коштовною амуніцією — саадаком, буздиганом, шаблею та ін. Він мав форму булави і міг слугувати дорогоцінною зброєю.
Скіпетр зроблений із золота, він має сплетені емальовані візерунки різноманітної форми.

За описом 1687 р. зазначено: 
|  | «Скипетр золотой с каменьем и с финифты розными, прорезной подзор серебреной гладкой. Среди главы корона, на главе крест, в кресте, в гнездах золотых осьмнадцать алмазов граненых. У креста ж, на спнях, четыре изумруда граненых; по обе стороны креста по орлу двоеглавому с коронами с финифты розными; на главе в короне шесть алмазов граненых больших, да шесть яхонтов червчатых больших же; да под короною повыше пояска и в пояску двадцать четыре алмазов маленьких; в главе и под главою в яблоке и в черену двести двадцать алмазов больших и малых, да триста пятьдесят четыре яхонта червчатых больших и малых да десять изумрудов. В конце черена яхонт червчат граненой…А по нынешней переписи рч'є года (1687) и по осмотру, тот скипетр против прежних переписных книг сшолся. Цена тому скипетру по сказке серебрянаго ряду ценовщиков Анисимка Алмазникова с товарищи — две тысячи шесть сот рублев» |

Золота ручка скіпетра («черен») прикрашена 12 невеликими різьбленими золотими клеймами-медальйонами («дробницями») із зображеннями важливих епізодів життя Ісуса Христа, а також християнських свят — Благовіщення, Різдва Христового (під цим клеймом дата арабськими цифрами — 1658), Стрітення, Богоявлення, Преображення Господнього, Вознесіння, Воскресіння Лазаря, Входа Господнього в Єрусалим, Роз'пяття Христового, Воскресіння, Увірення Фоми, Зіслання Святого Духа. Назви свят підписані грецькою мовою, усі літери прописні.
Загалом скіпетр прикрашений 268 діамантами, 14 смарагдами, 360 іншими дорогоцінними каменями.